# Galatasaray Istanbul/Saison 1959/60
Die Saison 1959/60 von Galatasaray Istanbul war die 52. Saison in der Vereinsgeschichte und die 2. Saison in der türkischen Liga, der Millî Lig. Die Mannschaft beendete die Saison auf dem 3. Platz.

## Personalien

### Kader
| Nat.       | Name               | Geburtsdatum  | im Verein seit | vorheriger Verein   |
| Torhüter   | Torhüter           | Torhüter      | Torhüter       | Torhüter            |
| ---------- | ------------------ | ------------- | -------------- | ------------------- |
| Turkei     | Yüksel Alkan       | 9. Nov. 1936  | 1954           | MKE Ankaragücü      |
| Turkei     | Sabri Dino         | 1. Jan. 1942  | 1959           | eigene Jugend       |
| Turkei     | Sedat Günertem     | 1. Jan. 1936  | 1959           | Kasımpaşa Istanbul  |
| Turkei     | Turgay Şeren       | 15. Mai 1932  | 1949           | eigene Jugend       |
| Abwehr     |                    |               |                |                     |
| Turkei     | Dursun Ali Baran   | 1. Jan. 1936  | 1958           | eigene Jugend       |
| Turkei     | Candemir Berkman   | 25. Dez. 1934 | 1957           | eigene Jugend       |
| Turkei     | Cemil Gümüşdere    | 1. Jan. 1938  | 1959           | Izmirspor           |
| Turkei     | Ahmet Karlıklı     | 1. Jan. 1930  | 1957           | Adalet SK           |
| Turkei     | İsmail Kurt        | 1. Jan. 1934  | 1956           | Fatih Karagümrük SK |
| Turkei     | Saim Tayşengil     | 1. Jan. 1932  | 1955           | Beykozspor          |
| Mittelfeld |                    |               |                |                     |
| Turkei     | Ergun Ercins       | 1. Jan. 1935  | 1954           | Eskişehir Şekerspor |
| Turkei     | Erol Kaynak        | 1. Jan. 1936  | 1959           | Altay Izmir         |
| Turkei     | Suat Mamat         | 8. Nov. 1930  | 1952           | Ankara Demirspor    |
| Turkei     | Coşkun Özarı       | 4. Jan. 1931  | 1953           | eigene Jugend       |
| Turkei     | Mustafa Yürür      | 26. Juni 1938 | 1959           | Beykozspor          |
| Angriff    |                    |               |                |                     |
| Turkei     | İsfendiyar Açıksöz | 1. Jan. 1929  | 1946           | eigene Jugend       |
| Turkei     | Ertan Adatepe      | 1. Jan. 1938  | 1958           | MKE Ankaragücü      |
| Turkei     | Nuri Asan          | 1. Jan. 1940  | 1958           | eigene Jugend       |
| Turkei     | Mete Basmacı       | 1. Jan. 1939  | 1958           | Adalet SK           |
| Turkei     | Ahmet Berman       | 30. Nov. 1931 | 1959           | Beşiktaş Istanbul   |
| Turkei     | Yıldırım Benayyat  | 18. Okt. 1945 | 1959           | Unbekannt           |
| Turkei     | Salim Cavunt       | 1. Jan. 1926  | 1958           | Adalet SK           |
| Turkei     | Uğur Köken         | 28. Nov. 1937 | 1959           | eigene Jugend       |
| Turkei     | Zühtü Merter       | 1. Jan. 1934  | 1958           | Kasımpaşa Istanbul  |
| Turkei     | Metin Oktay        | 2. Feb. 1936  | 1955           | Izmirspor           |
| Turkei     | Cengiz Özyalçın    | 1. Jan. 1939  | 1958           | Vefa Istanbul       |

#### Transfers
| Zugänge | Abgänge                                                                                   |
| Sommer 1959 | Sommer 1959                                                                               |
| --- | ----------------------------------------------------------------------------------------- |
| - Ahmet Berman (Beşiktaş Istanbul) - Yıldırım Benayyat (Unbekannt) - Sabri Dino (eigene Jugend) - Erol Kaynak (Altay Izmir) - Uğur Köken (eigene Jugend) - Cemil Gümüşdere (Izmirspor) - Sedat Günertem (Kasımpaşa Istanbul) - Mustafa Yürür (Beykozspor) | - Ünal Atay (Fatih Karagümrük SK) - Uğur Öztürkmen (Unbekannt) - Samim Uygun (Feriköy SK) |

## Saison
Alle Ergebnisse aus Sicht von Galatasaray Istanbul.
Die Tabelle listet alle Millî-Lig-Spiele des Vereins der Saison 1959/60 auf. Siege sind grün, Unentschieden gelb und Niederlagen rot markiert.

### Millî Lig
| ST | Datum              | Gegner                | Ort                        | Ergebnis  | Tor(e) für Galatasaray Istanbul |
| -- | ------------------ | --------------------- | -------------------------- | --------- | --- |
| 01 | 26. August 1959    | Beykozspor            | Mithatpaşa Stadı, Istanbul | 2:0 (1:0) | 1:0 Oktay (19. Elfmeter), 2:0 Karlıklı (74.)                                                                                           |
| 02 | 6. September 1959  | Feriköy SK            | Mithatpaşa Stadı, Istanbul | 3:0 (2:0) | 1:0 Oktay (7.), 2:0 Oktay (8.), 3:0 Mamat (79.)                                                                                        |
| 03 | 9. September 1959  | Kasımpaşa Istanbul    | Mithatpaşa Stadı, Istanbul | 0:0       | keine |
| 04 | 26. September 1959 | Gençlerbirliği Ankara | Mithatpaşa Stadı, Istanbul | 3:0 (3:0) | 1:0 Oktay (12.), 2:0 Berman (26.), 3:0 Mamat (38.)                                                                                     |
| 05 | 27. September 1959 | Hacettepe             | Mithatpaşa Stadı, Istanbul | 1:0 (1:0) | 1:0 Berman (19.) |
| 06 | 30. September 1959 | Fatih Karagümrük SK   | Mithatpaşa Stadı, Istanbul | 2:1 (1:1) | 1:1 Kaynak (26.), 2:1 Mamat (88.) |
| 07 | 10. Oktober 1959   | Ankara Demirspor      | Mithatpaşa Stadı, Istanbul | 4:1 (3:0) | 1:0 Kaynak (5.), 2:0 Merter (19.), 3:0 Mamat (37.), 4:0 Kaynak (60.)                                                                   |
| 08 | 11. Oktober 1959   | Altay Izmir           | Mithatpaşa Stadı, Istanbul | 0:0       | keine |
| 09 | 24. Oktober 1959   | Altınordu Izmir       | Mithatpaşa Stadı, Istanbul | 8:0 (4:0) | 1:0 Oktay (12.), 2:0 Oktay (19.), 3:0 Oktay (27.), 4:0 Oktay (40.), 5:0 Yürür (55.), 6:0 Mamat (69.), 7:0 Mamat (71.), 8:0 Oktay (74.) |
| 10 | 25. Oktober 1959   | Göztepe Izmir         | Mithatpaşa Stadı, Istanbul | 2:1 (0:1) | 1:1 Mamat (59.), 2:1 Oktay (88. Elfmeter)                                                                                              |
| 11 | 18. November 1959  | Adalet SK             | Mithatpaşa Stadı, Istanbul | 1:1 (0:0) | 1:1 Berman (84.) |
| 12 | 28. November 1959  | MKE Ankaragücü        | 19 Mayıs Stadı, Ankara     | 1:0 (0:0) | 1:0 Oktay (18.) |
| 13 | 29. November 1959  | Şeker Hilal           | 19 Mayıs Stadı, Ankara     | 1:1 (0:1) | 1:1 Kaynak (59.) |
| 14 | 2. Dezember 1959   | Beşiktaş Istanbul     | Mithatpaşa Stadı, Istanbul | 0:1 (0:1) | keine |
| 15 | 12. Dezember 1959  | Izmirspor             | Alsancak Stadı, Izmir      | 3:3 (1:2) | 1:0 Mamat (13.), } 3:2 Kaynak (48.), 3:3 Oktay (81.)                                                                                   |
| 16 | 13. Dezember 1959  | Karşıyaka SK          | Alsancak Stadı, Izmir      | 0:0       | keine |
| 17 | 17. Dezember 1959  | Fenerbahçe Istanbul   | Mithatpaşa Stadı, Istanbul | 0:1 (0:0) | keine |
| 18 | 27. Dezember 1959  | Istanbulspor          | Mithatpaşa Stadı, Istanbul | 1:0 (1:0) | 1:0 Karlıklı (6.) |
| 19 | 2. Januar 1960     | Vefa Istanbul         | Mithatpaşa Stadı, Istanbul | 0:0       | keine |
| 20 | 27. Januar 1960    | Beykozspor            | Mithatpaşa Stadı, Istanbul | 3:2 (0:0) | 2:1 Açıksöz (60.), 2:2 Oktay (68.), 3:2 Berman (72.)                                                                                   |
| 21 | 3. Februar 1960    | Vefa Istanbul         | Mithatpaşa Stadı, Istanbul | 5:1 (3:1) | 1:0 Açıksöz (10.), 2:1 Mamat (16.), 3:1 Oktay (38.), 4:1 Oktay (50.), 5:1 Oktay (71.)                                                  |
| 22 | 6. Februar 1960    | Kasımpaşa Istanbul    | Mithatpaşa Stadı, Istanbul | 4:0 (2:0) | 1:0 Mamat (40.), 2:0 Oktay (42.), 3:0 Oktay (52.), 4:0 Oktay (88.)                                                                     |
| 23 | 13. Februar 1960   | Hacettepe             | 19 Mayıs Stadı, Ankara     | 2:1 (0:0) | 1:0 Oktay (50.), 2:0 Mamat |
| 24 | 14. Februar 1960   | Gençlerbirliği Ankara | 19 Mayıs Stadı, Ankara     | 2:2 (1:2) | 2:1 Oktay (29.), 2:2 Mamat (89.) |
| 25 | 20. Februar 1960   | Altay Izmir           | Alsancak Stadı, Izmir      | 3:0 (1:0) | 1:0 Kaynak (22.), 2:0 Oktay (71. Elfmeter), 3:0 Oktay (88.)                                                                            |
| 26 | 21. Februar 1960   | Ankara Demirspor      | Alsancak Stadı, Izmir      | 1:1 (0:1) | 1:1 Mamat (83.) |
| 27 | 24. Februar 1960   | Istanbulspor          | Mithatpaşa Stadı, Istanbul | 3:0 (0:0) | 1:0 Berman (54.), 2:0 Oktay (66.), 3:0 Oktay (80.)                                                                                     |
| 28 | 2. März 1960       | Adalet SK             | Mithatpaşa Stadı, Istanbul | 2:0 (2:0) | 1:0 Berman (3.), 2:0 Yılmaz (15.) |
| 29 | 19. März 1960      | Göztepe Izmir         | Alsancak Stadı, Izmir      | 1:0 (0:0) | 1:0 Oktay (67.) |
| 30 | 20. März 1960      | Altınordu Izmir       | Alsancak Stadı, Izmir      | 3:1 (1:1) | 1:1 Oktay (38.), 2:1 Açıksöz (54.), 3:0 Mamat (67.)                                                                                    |
| 31 | 26. März 1960      | Feriköy SK            | Mithatpaşa Stadı, Istanbul | 2:1 (1:1) | 1:0 Oktay (7. Elfmeter), 2:1 Açıksöz (57.)                                                                                             |
| 32 | 27. März 1960      | Fatih Karagümrük SK   | Mithatpaşa Stadı, Istanbul | 0:1 (0:0) | keine |
| 33 | 6. April 1960      | Beşiktaş Istanbul     | Mithatpaşa Stadı, Istanbul | 0:1 (0:0) | keine |
| 34 | 13. April 1960     | Fenerbahçe Istanbul   | Mithatpaşa Stadı, Istanbul | 2:1 (2:1) | 1:0 Berman (2.), 2:1 Oktay (25.) |
| 35 | 16. April 1960     | Şeker Hilal           | Mithatpaşa Stadı, Istanbul | 1:0 (0:0) | 1:0 Ercins (83.) |
| 36 | 17. April 1960     | MKE Ankaragücü        | Mithatpaşa Stadı, Istanbul | 2:0 (1:0) | 1:0 Mamat (30.), 2:0 Oktay (57.) |
| 37 | 23. April 1960     | Karşıyaka SK          | Mithatpaşa Stadı, Istanbul | 5:0 (3:0) | 1:0 Mamat (1.), 2:0 Karlıklı (10.), 3:0 Oktay (19.), 4:0 Oktay (57.), 5:0 Karlıklı (86.)                                               |
| 38 | 24. April 1960     | Izmirspor             | Mithatpaşa Stadı, Istanbul | 1:1 (0:1) | 1:1 Oktay (60.) |

## Statistiken

### Teamstatistik
| Wettbewerb | Punkte | daheim | daheim | daheim | daheim | daheim | auswärts | auswärts | auswärts | auswärts | auswärts | Gesamt | Gesamt | Gesamt | Gesamt | Gesamt | Tordifferenz |
| Wettbewerb | Punkte | Sp     | G      | U      | N      | TV     | Sp       | G        | U        | N        | TV       | Sp     | G      | U      | N      | TV     | Tordifferenz |
| ---------- | ------ | ------ | ------ | ------ | ------ | ------ | -------- | -------- | -------- | -------- | -------- | ------ | ------ | ------ | ------ | ------ | ------------ |
| Millî Lig  | 58:18  | 19     | 13     | 5      | 1      | 38:7   | 19       | 11       | 5        | 3        | 36:16    | 38     | 24     | 10     | 4      | 74:23  | +51          |
| Gesamt     | 58:18  | 19     | 13     | 5      | 1      | 38:7   | 19       | 11       | 5        | 3        | 36:16    | 38     | 24     | 10     | 4      | 74:23  | +51          |

### Spielerstatistiken
| Spieler            | Millî Lig | Millî Lig | Millî Lig   | Millî Lig  |
| Spieler            | Einsätze  | Tore      | Gelbe Karte | Rote Karte |
| ------------------ | --------- | --------- | ----------- | ---------- |
| İsfendiyar Açıksöz | 11        | 4         |             |            |
| Ertan Adatepe      | 5         | 0         |             |            |
| Yüksel Alkan       | 2         | 0         |             |            |
| Nuri Asan          | 19        | 0         |             |            |
| Dursun Ali Baran   | 8         | 0         |             |            |
| Mete Basmacı       | 7         | 0         |             |            |
| Candemir Berkman   | 20        | 0         |             |            |
| Yıldırım Benayyat  | 0         | 0         |             |            |
| Candemir Berkman   | 20        | 0         |             |            |
| Sabri Dino         | 0         | 0         |             |            |
| Ergun Ercins       | 38        | 1         |             |            |
| Cemil Gümüşdere    | 4         | 0         |             |            |
| Sedat Günertem     | 2         | 0         |             |            |
| Ahmet Karlıklı     | 25        | 4         |             |            |
| Erol Kaynak        | 29        | 6         |             |            |
| Uğur Köken         | 12        | 0         |             |            |
| İsmail Kurt        | 21        | 0         |             |            |
| Suat Mamat         | 37        | 16        |             |            |
| Zühtü Merter       | 5         | 1         |             |            |
| Metin Oktay        | 33        | 33        |             |            |
| Coşkun Özarı       | 5         | 0         |             |            |
| Cengiz Özyalçın    | 5         | 0         |             |            |
| Turgay Şeren       | 34        | 0         |             |            |
| Saim Tayşengil     | 32        | 0         |             |            |
| Mustafa Yürür      | 32        | 1         |             |            |